# Retábulo de Fano (Perugino)
O Retábulo de Fano é uma pintura do artista renascentista italiano Pietro Perugino, executada em 1497, e alojada na Igreja de Santa Maria Nuova, Fano, Itália. Também inclui uma luneta com uma Pietà e vários painéis de predella.
Perugino já havia pintado uma Anunciação em 1488-1490. Vários estudiosos supuseram que um jovem Rafael colaborou na predela.